# 2e Critics' Choice Television Awards
De tweede editie van de Critics' Choice Television Awards, waarbij prijzen werden uitgereikt door de Broadcast Television Journalists Association in verschillende categorieën voor de beste Amerikaanse televisieprogramma's die werden uitgezonden tussen 1 juni 2011 en 31 mei 2012, vond plaats op 18 juni 2012 in het Beverly Hills Hotel in Beverly Hills (Californië). De nominaties werden aangekondigd op 5 juni 2012. De komedieserie Community (NBC) was met zes nominaties het meest genomineerde programma, gevolgd door de dramaserie Breaking Bad (AMC) en de komedie Parks and Recreation (NBC), met beide vijf nominaties. Uiteindelijk wonnen zowel Modern Family (ABC) als Parks and Recreation (NBC), Breaking Bad (AMC) en Homeland (Showtime) twee prijzen.

## Winnaars en nominaties – televisieprogramma's
(De winnaars staan bovenaan in vet lettertype.)

#### Dramaserie
- Homeland (Showtime)
  - Breaking Bad (AMC)
  - Downton Abbey (PBS)
  - The Good Wife (CBS)
  - Game of Thrones (HBO)
  - Mad Men (AMC)

#### Komische serie
- Community (NBC)
  - The Big Bang Theory (CBS)
  - Girls (HBO)
  - Modern Family (ABC)
  - New Girl (FOX)
  - Parks and Recreation (NBC)

#### Reality
- Anthony Bourdain: No Reservations (Travel Channel)
  - Hoarders (A&E)
  - Kitchen Nightmares (FOX)
  - Pawn Stars (History)
  - Sister Wives (TLC)
  - Undercover Boss (CBS)

#### Realitycompetitie
- The Voice (NBC)
  - The Amazing Race (CBS)
  - Chopped (FOOD)
  - The Pitch (AMC)
  - Shark Tank (ABC)
  - So You Think You Can Dance (FOX)

#### Praatprogramma
- Late Night with Jimmy Fallon (NBC)
  - Conan (TBS)
  - The Daily Show with Jon Stewart (Comedy Central)
  - Jimmy Kimmel Live! (ABC)
  - The View (ABC)

## Winnaars en nominaties – acteurs

### Hoofdrollen

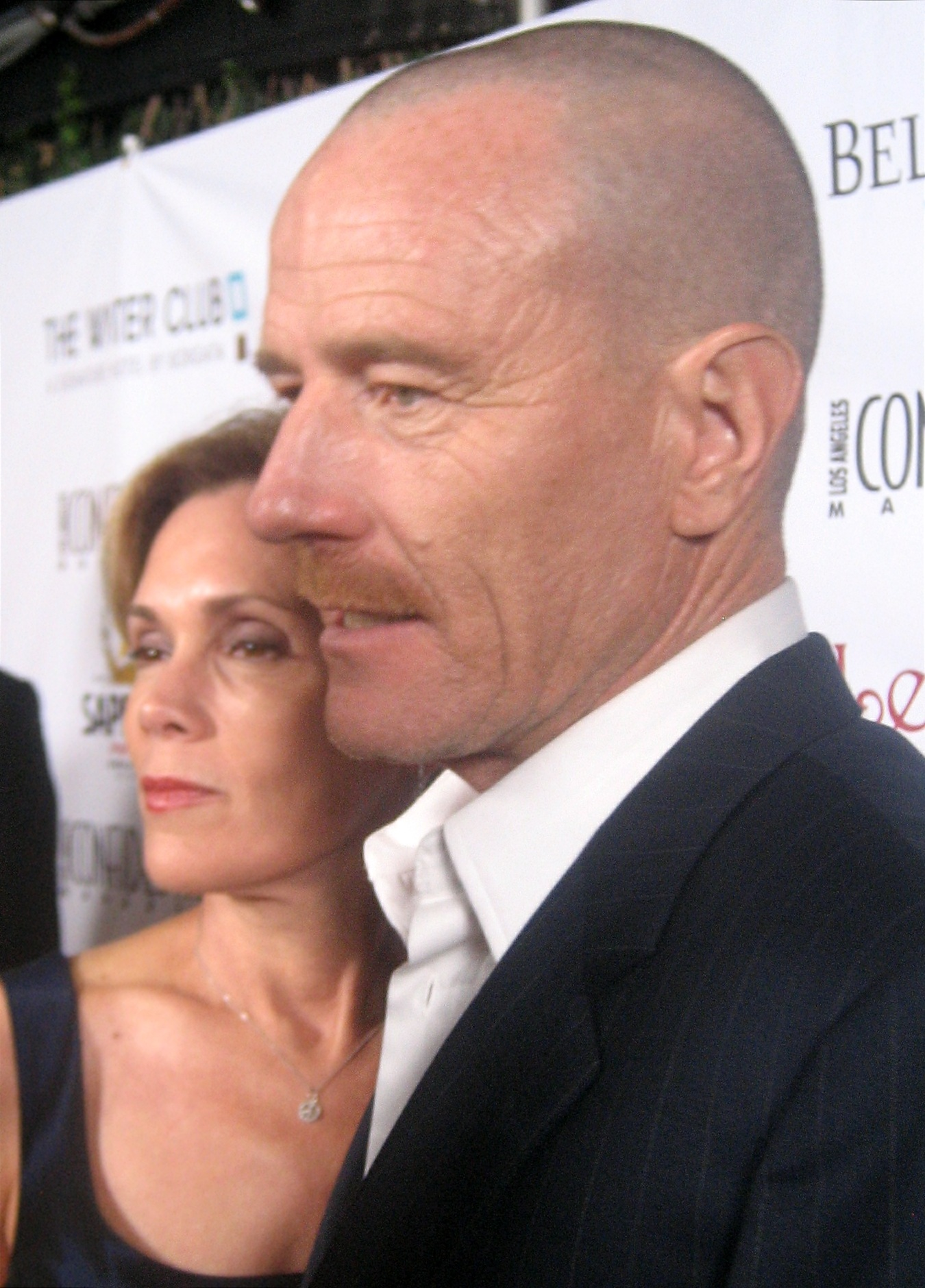
Bryan Cranston (Breaking Bad), winnaar mannelijke hoofdrol in een dramaserie

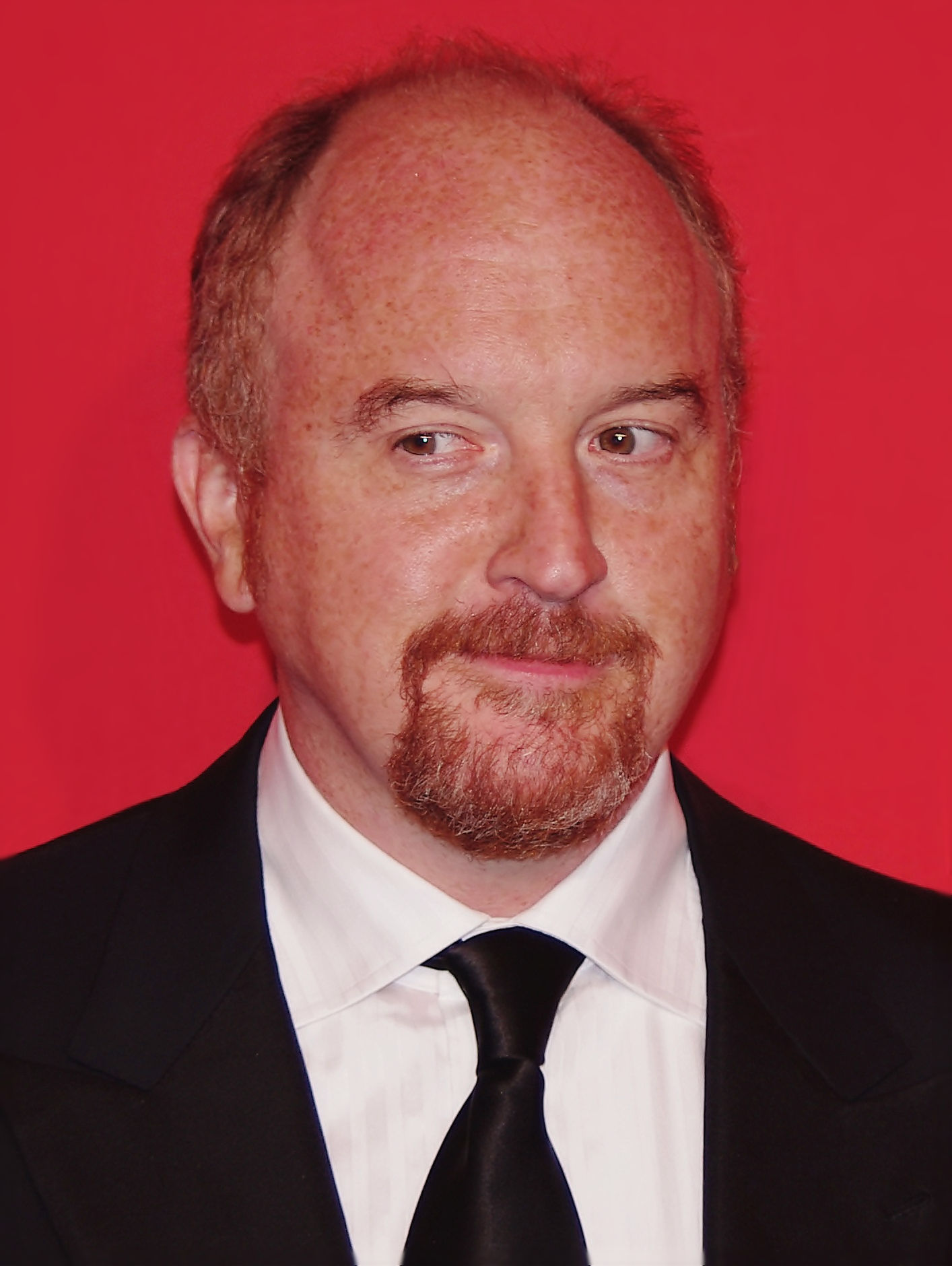
Louis C.K. (Louie), winnaar mannelijke hoofdrol in een komische serie

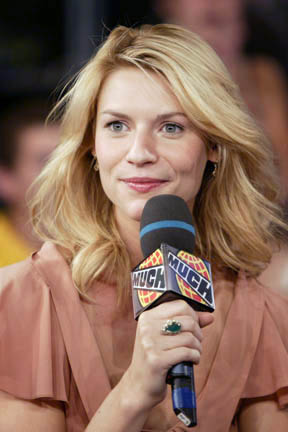
Claire Danes (Homeland), winnaar vrouwelijke hoofdrol in een dramaserie

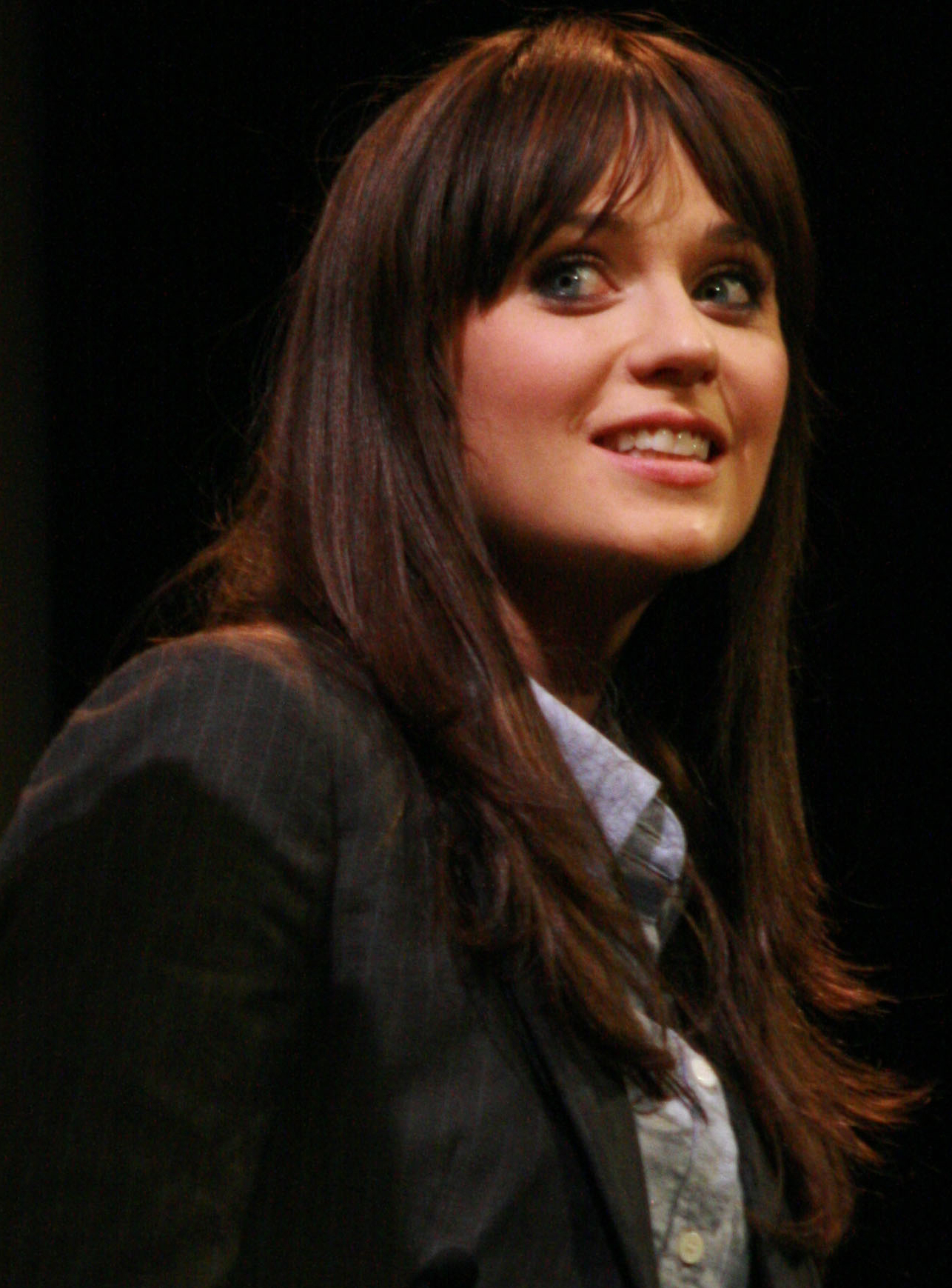
Zooey Deschanel (New Girl), winnaar vrouwelijke hoofdrol in een komische serie

#### Mannelijke hoofdrol in een dramaserie
- Bryan Cranston als Walter White – Breaking Bad (AMC)
  - Kelsey Grammer als Tom Kane – Boss (Starz)
  - Jon Hamm als Don Draper – Mad Men (AMC)
  - Charlie Hunnam als Jax Teller – Sons of Anarchy (FX)
  - Damian Lewis als Nicholas Brody – Homeland (Showtime)
  - Timothy Olyphant als Raylan Givens – Justified (FX)

#### Mannelijke hoofdrol in een komische serie
- Louis C.K. als Louie – Louie (FX)
  - Don Cheadle als Marty Kaan – House of Lies (Showtime)
  - Larry David als zichzelf – Curb Your Enthusiasm (HBO)
  - Garret Dillahunt als Burt Chance – Raising Hope (FOX)
  - Joel McHale als Jeff Winger – Community (NBC)
  - Jim Parsons als Dr. Sheldon Cooper – The Big Bang Theory (CBS)

#### Vrouwelijke hoofdrol in een dramaserie
- Claire Danes als Carrie Mathison – Homeland (Showtime)
  - Michelle Dockery als Lady Mary Crawley – Downton Abbey (PBS)
  - Julianna Margulies als Alicia Florrick – The Good Wife (CBS)
  - Elisabeth Moss als Peggy Olson – Mad Men (AMC)
  - Emmy Rossum als Fiona Gallagher – Shameless (Showtime)
  - Katey Sagal als Gemma Teller Morrow – Sons of Anarchy (FX)

#### Vrouwelijke hoofdrol in een komische serie
- Zooey Deschanel als Jessica Day – New Girl (gelijke score) (FOX)
- Amy Poehler als Leslie Knope – Parks and Recreation (gelijke score) (NBC)
  - Lena Dunham als Hannah Horvath – Girls (HBO)
  - Julia Louis-Dreyfus als Selina Meyer – Veep (HBO)
  - Martha Plimpton als Virginia Chance – Raising Hope (FOX)
  - Ashley Rickards als Jenna Hamilton – Awkward. (MTV)

### Bijrollen

#### Mannelijke bijrol in een dramaserie
- Giancarlo Esposito als Gus Fring – Breaking Bad (AMC)
  - Peter Dinklage als Tyrion Lannister – Game of Thrones (HBO)
  - Neal McDonough als Robert Quarles – Justified (FX)
  - John Noble als Dr. Walter Bishop – Fringe (FOX)
  - Aaron Paul als Jesse Pinkman – Breaking Bad (AMC)
  - John Slattery als Roger Sterling, Jr. – Mad Men (AMC)

#### Mannelijke bijrol in een komische serie
- Ty Burrell als Phil Dunphy – Modern Family (ABC)
  - Max Greenfield als Schmidt – New Girl (FOX)
  - Nick Offerman als Ron Swanson – Parks and Recreation (NBC)
  - Danny Pudi als Abed Nadir – Community (NBC)
  - Jim Rash als Craig Pelton – Community (NBC)
  - Damon Wayans, Jr. als Brad Williams – Happy Endings (ABC)

#### Vrouwelijke bijrol in een dramaserie
- Christina Hendricks als Joan Harris – Mad Men (AMC)
  - Christine Baranski als Diane Lockhart – The Good Wife (CBS)
  - Anna Gunn als Skyler White – Breaking Bad (AMC)
  - Regina King als Det. Lydia Adams – Southland (Showtime)
  - Kelly Macdonald als Margaret Schroeder – Boardwalk Empire (HBO)
  - Maggie Siff als Dr. Tara Knowles – Sons of Anarchy (FX)

#### Vrouwelijke bijrol in een komische serie
- Julie Bowen als Claire Dunphy – Modern Family (ABC)
  - Alison Brie als Annie Edison – Community (NBC)
  - Cheryl Hines als Dallas Royce – Suburgatory (ABC)
  - Gillian Jacobs als Britta Perry – Community (NBC)
  - Eden Sher als Sue Heck – The Middle (ABC)
  - Casey Wilson als Penny Hartz – Happy Endings (ABC)

## Gastrollen

### Gastacteur in een dramaserie
- Lucy Liu als Jessica Tang – Southland (Showtime)
  - Dylan Baker als Jerry Boorman – Damages (DirecTV)
  - Jere Burns als Wynn Duffy – Justified (FX)
  - Loretta Devine als Adele Webber – Grey's Anatomy (ABC)
  - Carrie Preston als Elsbeth Tascioni – The Good Wife (CBS)
  - Chloe Webb als Monica Gallagher – Shameless (Showtime)

### Gastacteur in een komische serie
- Paul Rudd als Bobby Newport – Parks and Recreation (NBC)
  - Becky Ann Baker als Loreen Horvath – Girls (HBO)
  - Bobby Cannavale als Lewis – Modern Family (ABC)
  - Kathryn Hahn als Jennifer Barkley – Parks and Recreation (NBC)
  - Justin Long als Paul Genzlinger – New Girl (FOX)
  - Peter Scolari als Tad Horvath – Girls (HBO)